# ناحیه جکسون، شهرستان اندرو، میزوری
ناحیه جکسون، شهرستان اندرو، میزوری (به انگلیسی: Jackson Township, Andrew County, Missouri) یک ناحیه در ایالات متحده آمریکا است که در شهرستان اندرو، میزوری واقع شده‌است.

## خصوصیات
ناحیه جکسون ۸۹٫۸۸ کیلومترمربع مساحت و ۶۲۰ نفر جمعیت دارد و ۲۷۶ متر بالاتر از سطح دریا واقع شده‌است.